# ДСО Българско пиво
ДСО „Българско пиво“ е държавно стопанско обединение, което осъществява държавната политика на НРБ по управлението и развитието на пивоварната промишленост в страната, включително производството и търговията с пивоварен ечемик, хмел и бира, капиталното строителство и финансирането на предприятията, работещи в отрасъла през периода 1964 - 1990 г.

## История
На 23 декември 1947 г. Народното събрание приема Закон за национализацията на частните индустриални и минни предприятия и банки. В този ден всички пивоварни фабрики са национализирани и включени в състава на ДИО „Хранителна индустрия“. По-късно през 1952 г. преминават към ДСП „Винпром“.
Самостоятелно структуриране на бранша като подотрасъл в хранителната промишленост се постига след създаването на ОДСП „Българско пиво“ на 1 май 1964 г. със седалище в пивоварна фабрика „Витоша“ – София. През 1966 г. ОДСП „Българско пиво“ се преименува в ДСО „Българско пиво“. Изграждат се структурата на обединението и се обособяват дирекции и отдели.. Обединението започва преустройство, разширение и модернизация на съставните пивоварни предприятия.
През периода 1970-1972 г. обединението е обединено с ДСО „Безалкохолни напитки“ в ДСО „Българско пиво и безалкохолни напитки“, но през 1972 г. отново се обособява в самостоятелно юридическо лице ДСО „Българско пиво“ (1972–1986).
С Разпореждане № 6 на Бюрото на МС от 21 март 1986 г. за преобразуване и образуване на стопански обединения и комбинати, считано от 1 април 1986 г. ДСО „Българско пиво“ се преобразува в СО „Българско пиво“  На 30 април поделенията му са преобразувани в самостоятелни юридически лица.
С ПМС № 110 от 4 ноември 1990 г. СО „Българско пиво“ се прекратява, като активите и пасивите му се поемат от новообразуваната ДФ „Пивоимпексинженеринг“, която през 1994 г. се преобразува в „Пивоимпексинженеринг“ЕАД. В края на 1999 г. дружеството е приватизирано, като купувач е офшорната фирма „Инсайт оувърсийс Лтд“. Срещу 571,32 лв. тя придобива целия капитал на „Пивоимпексинженеринг“, вкл. складове в Свищов, административна сграда в София, но и огромни задължения.

## Структура
В края на 1980-те години структурата на ДСО включва следните предприятия 
- 13 пивоварни заводи: два в София, и по един в Пловдив, Шумен, Велико Търново, Стара Загора, Лом, Мездра, Бургас, Варна, Хасково, Плевен, и Благоевград;
- 11 предприятия за бутилиране на пиво: в Русе, Ямбол, Добрич, Пазарджик, Смолян, Кърджали, Сливен, Троян, Търговище, Силистра и Петрич;
- 1 предприятие за производство на малц: в гара Елин Пелин, софийски окръг;
- 1 предприятие за нестандартно оборудване и резервни части в с. Присово, Великотърновски окръг.